# Hong Kong Masters
De Hong Kong Masters is een professioneel non-ranking snookertoernooi. Het werd voor het eerst gehouden in 1983. In 1988 werd voorlopig de laatste editie van dit toernooi gehouden, waarna het evenement nieuw leven in werd geblazen in 2017. De eerste editie in 1983 werd gewonnen door de Welshman Doug Mountjoy.

## Geschiedenis
Bij de herstart van de Hong Kong Masters in 2017 was Neil Robertson de winnaar. In 1990 en 1991 werd dit toernooi ook gespeeld, onder de noemer Hong Kong Challenge.

## Winnaars
| Jaar                              | Winnaar                         | Verliezend finalist             | Score                           | Seizoen                         |
| Hong Kong Masters (non-ranking)   | Hong Kong Masters (non-ranking) | Hong Kong Masters (non-ranking) | Hong Kong Masters (non-ranking) | Hong Kong Masters (non-ranking) |
| --------------------------------- | ------------------------------- | ------------------------------- | ------------------------------- | ------------------------------- |
| 1983                              | Doug Mountjoy                   | Terry Griffiths                 | 4-3                             | 1983/1984                       |
| 1984                              | Steve Davis                     | Doug Mountjoy                   | 4-2                             | 1984/1985                       |
| 1985                              | Terry Griffiths                 | Steve Davis                     | 4-2                             | 1985/1986                       |
| 1986                              | Willie Thorne                   | Steve Davis                     | 8-3                             | 1986/1987                       |
| 1987                              | Steve Davis                     | Stephen Hendry                  | 9-3                             | 1987/1988                       |
| 1988                              | Jimmy White                     | Neal Foulds                     | 9-3                             | 1988/1989                       |
| Hong Kong Challenge (non-ranking) |                                 |                                 |                                 |                                 |
| 1990                              | James Wattana                   | Jimmy White                     | 9-3                             | 1990/1991                       |
| 1991                              | Stephen Hendry                  | James Wattana                   | 9-1                             | 1991/1992                       |
| Hong Kong Masters (non-ranking)   |                                 |                                 |                                 |                                 |
| 2017                              | Neil Robertson                  | Ronnie O'Sullivan               | 6-3                             | 2017/2018                       |
| 2022                              | Ronnie O'Sullivan               | Marco Fu                        | 6-4                             | 2022/2023                       |